# Solar Euromed
Solar Euromed est une ancienne entreprise française spécialiste de la technologie solaire thermodynamique à concentration, fournisseur global allant de la fourniture de composants jusqu’à l’ingénierie et la construction.
L'entreprise a obtenu en 2011 le premier permis de construire pour une centrale solaire thermodynamique française de grande puissance dotée d'une technologie innovante développée en collaboration avec le CNRS, et le CEAreposant sur l'utilisation de l'eau comme fluide caloporteur pour la production d'électricité à partir de l'énergie radiative du Soleil. Comme plusieurs entreprises du secteur,,,, elle connait des difficultés en 2015, est placée en redressement judiciaire, et est mise en liquidation en septembre 2016.

## Technologie
La technologie solaire thermodynamique transforme le flux d’irradiation solaire en chaleur qui peut être utilisée pour générer de l’électricité, ou pour alimenter des procédés industriels en vapeur, et assure une production continue grâce au stockage d'énergie thermique. Les prévisions de l’Agence internationale de l'énergie indiquent en 2010 qu'à l’échelle mondiale cette filière technologique nouvelle fournirait 11 % de l’électricité mondiale à l'horizon 2050.

Solar Euromed a développé une technique innovante basée sur le principe dit de génération directe de vapeur qui permet de contrôler le changement de phase d’un fluide caloporteur comme l’eau, et donc de simplifier les systèmes de production d'énergie à partir de l'énergie solaire en s’affranchissant de l’utilisation de fluides caloporteurs polluants, couplé à un générateur de vapeur.[source insuffisante] La vapeur d'eau produite peut ensuite être transférée à un cycle thermodynamique de Rankine, où des turbines à vapeur couplées à des alternateurs permettent de transformer l’énergie thermique en électricité, ou alimenter des procédés industriels comme le dessalement d'eau de mer.

## Installation expérimentale
Une installation expérimentale réalisée en collaboration avec le CNRS PROMES et le CEA-Liten, cofinancée par l'Union européenne et Oseo Innovation, est localisée sur la plateforme d’innovation de la centrale solaire Thémis dans les Pyrénées-Orientales. Elle est constituée d’un module à échelle réelle d’un champ solaire dont la technologie fonctionne grâce à des miroirs plans appelés réflecteurs linéaires de Fresnel. Ces miroirs pivotent et suivent la course du soleil puis concentrent les rayons solaires vers un tube absorbeur situé dans l’axe focal. L'eau qui circule dans le tube est ainsi chauffée à haute température et se transforme progressivement en vapeur, en circulant de manière homogène et ce, indépendamment de la position solaire.

## Premier projet: Alba Nova 1
Solar Euromed obtient un permis de construire pour une centrale solaire thermodynamique dénommée Alba Nova 1, située en Corse, première installation solaire thermodynamique d'envergure en France depuis 1980. Alba Nova 1 devait démontrer les performances d’un assemblage en série du module de champ solaire développé par Solar Euromed et confirmer sa capacité à délivrer au réseau électrique une fourniture d’énergie continue et stabilisée sur de larges périodes planifiées. Le système de stockage devait permettre de lisser et d’optimiser la production d'électricité et éliminer les risques inhérents à l’utilisation de système de stockage d'énergie à base de sels fondus. De plus, le projet devait réduire les conséquences environnementales de l’installation de cette centrale grâce à sa compatibilité avec l’agriculture et ses composants et matériaux recyclables. 
Solar Euromed a été mise en liquidation en 2016 et le projet n'a jamais vu le jour.